# 제임스 빌리어스
제임스 마이클 하이드 빌리어스(James Michael Hyde Villiers, 1933년 9월 29일 ~ 1998년 1월 18일)은 잉글랜드의 배우이다. 성격파 배우이며, 영국 텔레비전에서 친숙한 얼굴이다. 양쪽 다 귀족 가문인 친가와 외가의 배경이 그가 연기한 배역들에 고스란히 반영되어 주로 귀족, 왕족, 정치가, 품격 있는 악당 등을 연기했다. 동료 배우들을 가리켜 "luvvie"라는 단어를 사용한 첫 인물로 알려져 있다.
런던 출신으로, 버크셔주에 위치한 웰링턴 칼리지와 왕립연극학교를 졸업했다.
증조부로 제4대 클래런던 백작 조지 빌리어스가 있고, 생존하는 친척으로 전 북아일랜드부 장관 테리사 빌리어스가 있다.

## 출연 작품
- 킹 랄프 (1991) - 제프리 헤일 총리 역
- 007 유어 아이스 온리 (1981) - 빌 태너 역
- 오틀리 (1969) - 헨드릭슨 역
- 연인들의 은화 한닢 (1967) - 휴버트 역
- 왕과 조국 (1964) - 미질리 대위 역